# Azorella compacta
Azorella compacta (tên tiếng Anh là Yareta hoặc Llareta) là một loài thực vật có hoa trong họ Hoa tán có nguồn gốc từ Nam Mỹ. Loài này được Rodolfo Armando Philippi mô tả khoa học đầu tiên năm 1891. Loài cây này mọc ở đồng cỏ Puna của dãy Andes ở Peru, Bolivia, miền bắc Chile và miền tây Argentina ở độ cao từ 3.200 và 5.250 mét (10.500 và 17.220 ft).
Cây có tốc độ tăng trưởng rất chậm là 1,4 mm mỗi năm, một nghiên cứu cho thấy các cây riêng lẻ ở miền nam Peru có tuổi đời lên tới 850 năm, thỉnh thoảng bắt gặp những cá thể có tuổi đời lên tới 3.000 năm.

## Hình ảnh

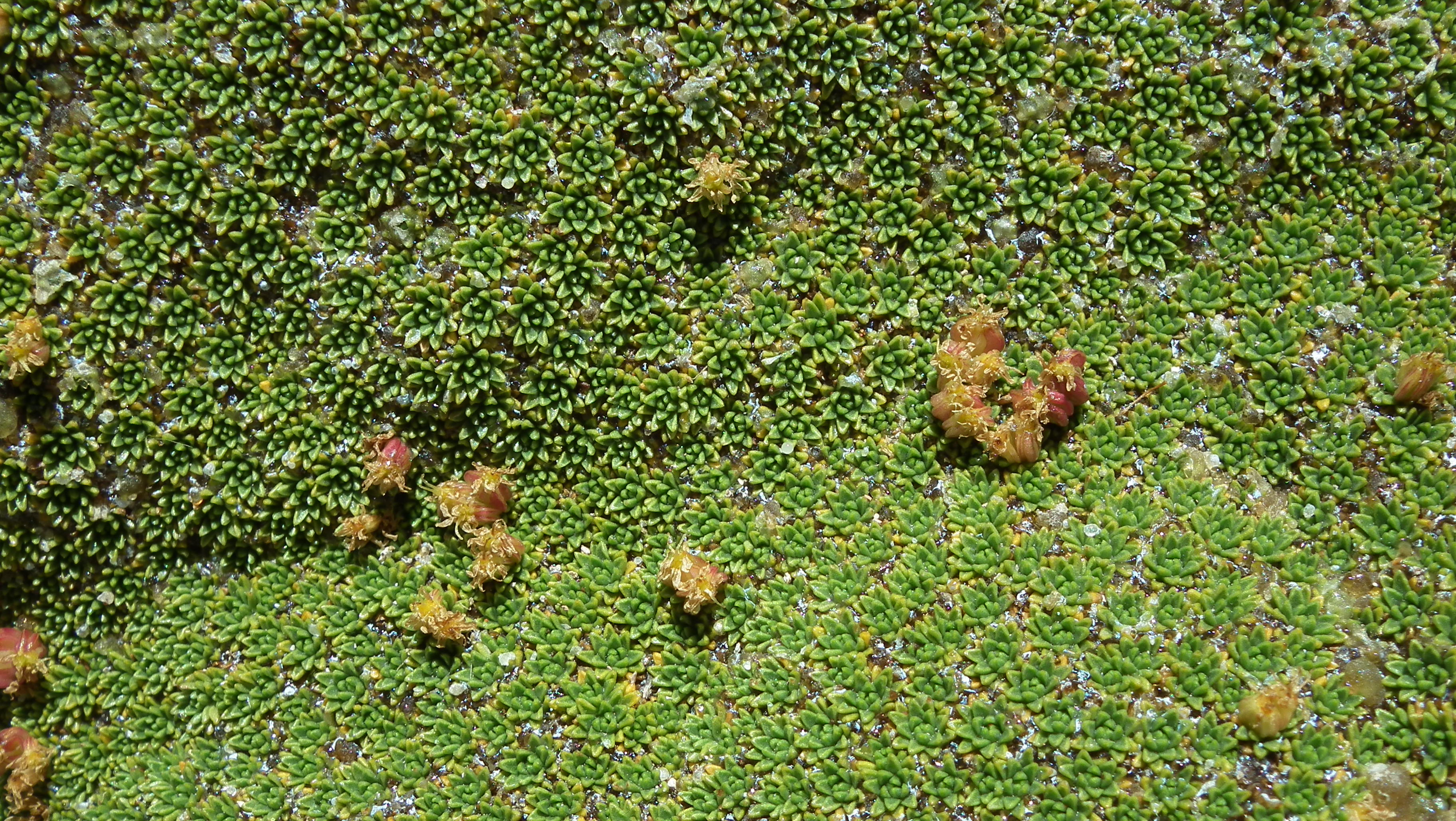
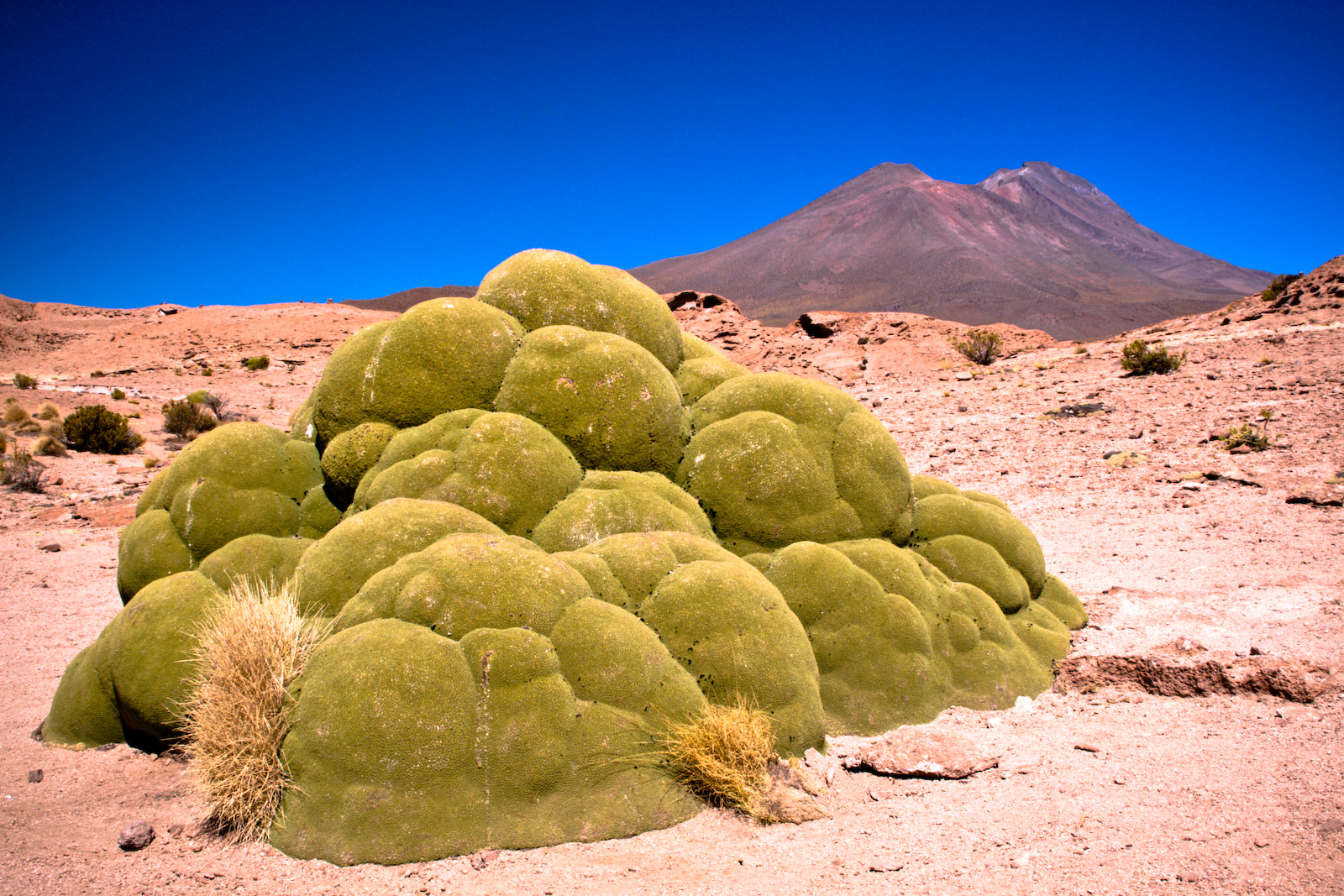
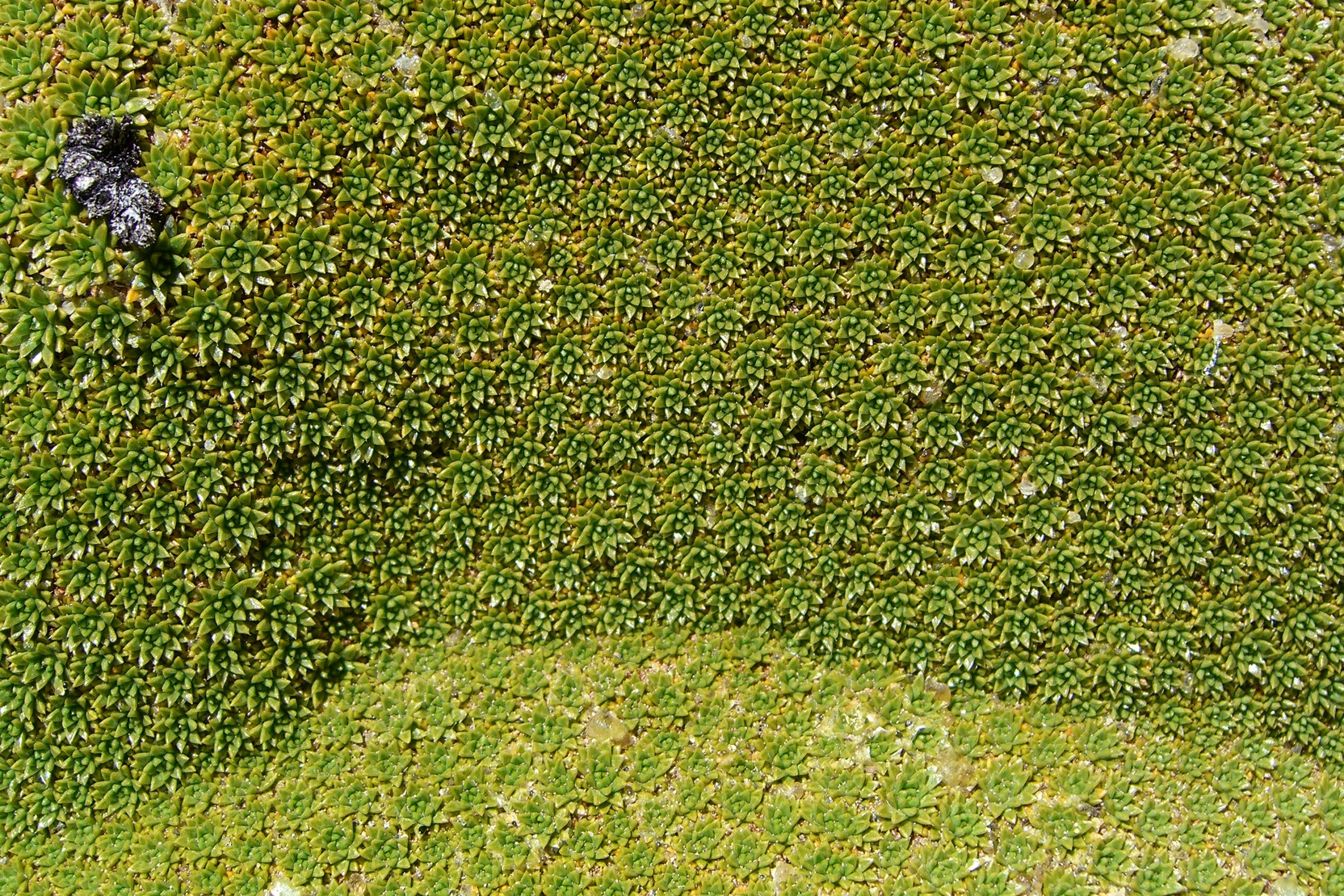
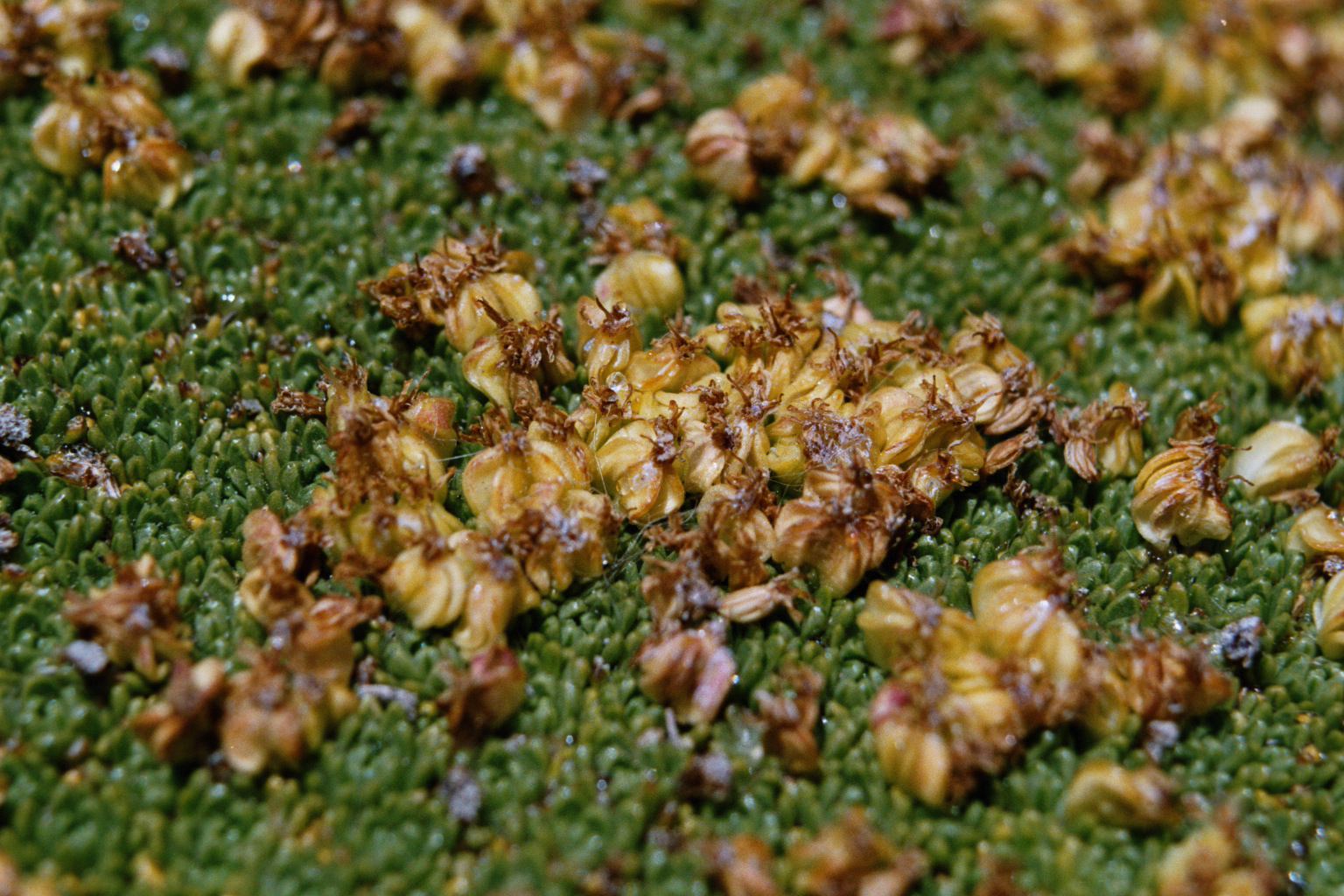